# Carlos Teodoro da Baviera

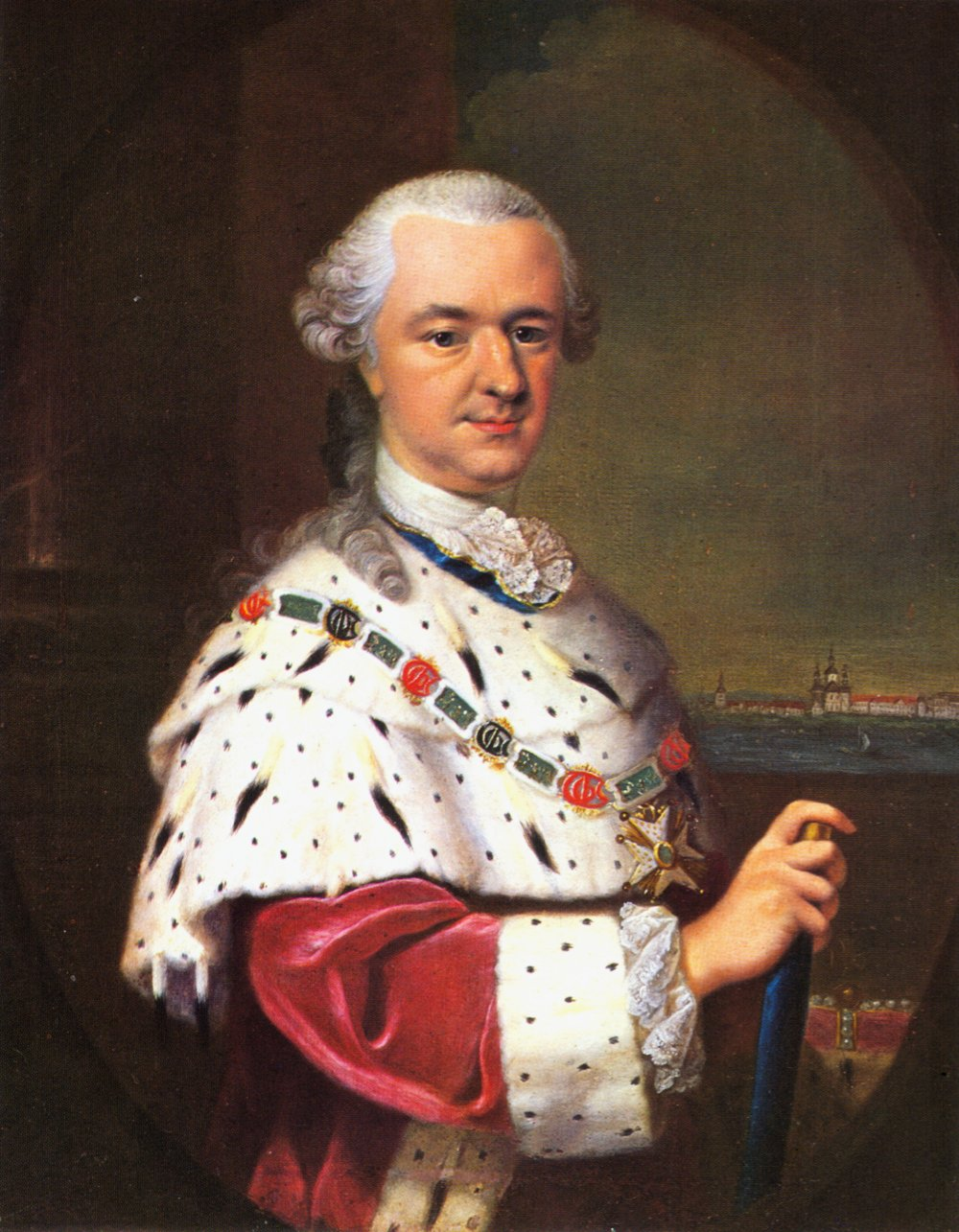
Carlos Teodoro

Carlos Teodoro da Baviera  (em alemão:  Karl Philipp Theodor; Bruxelas, 11 de dezembro de 1724 — Munique, 16 de fevereiro de 1799) foi o príncipe-eleitor da Baviera de 1777-1799.
Carlos Teodoro era filho de João Cristiano do Palatinado-Sulzbach e de Maria Henriqueta de La Tour de Auvérnia. Pertencia à linha do Palatinado-Sulzbach da dinastia dos Wittelsbach.
Inicialmente foi Duque do Palatinado-Sulzbach (1733-1742) e, em 1742, com a extinção da linha senior do ramo Palatino, herdou o Eleitorado do Palatinado, o Ducado do Palatinado-Neuburgo e os Ducados de Julich e de Berg.
Por fim, em 1777, pela extinção da linha Bávara dos Wittelsbach, herdou também a Baviera onde reinou como príncipe eleitor até à sua morte.
Em 22 de junho de 1784, advertiu sobre o perigo representado pelos Illuminati, e aprovou um decreto contra essa sociedade Bávara.

## Família

### Casamentos e descendência
Carlos Teodoro casou duas vezes:
- a primeira, em 17 de janeiro de 1742, em Mannheim, casou com Isabel Augusta, filha do Conde Palatino José Carlos, herdeiro do Palatinado-Sulzbach, e de Isabel Augusta do Palatinado-Neuburgo. Deste casamento nasceu um filho:
  - Francisco Luís José (1762), morto na infância.

- a segunda vez, em 15 de fevereiro de 1795, em Innsbruck, casou com a Arquiduquesa Maria Leopoldina de Áustria-Este. Deste casamento não houve descendência.

### Descendência ilegítima
Da sua ligação com a atriz Françoise Després-Verneuil, que mais tarde veio a ser Condessa von Parkstein (morta em 1765), teve: 
1. Karoline Franziska Dorothea, Condessa von Parkstein (1762 – 7 de Setembro de 1816); casou com o Príncipe Friedrich Wilhelm zu Isenburg-Büdingen-Birstein (1730-1804);
2. filho (1764–1765)

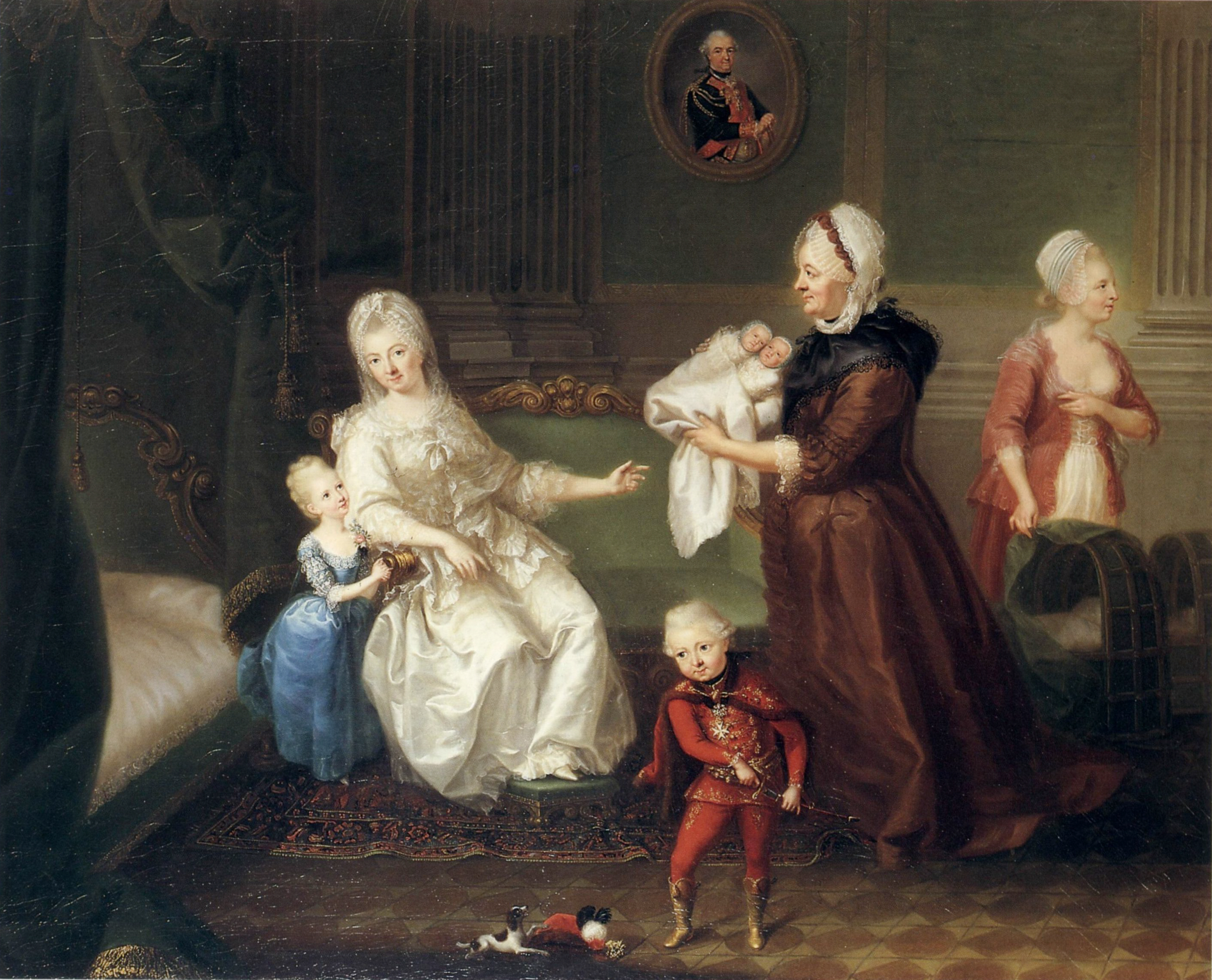
Os filhos legitimados de Carlos Teodoro e a sua segunda amante.

Da sua ligação com Maria Josefa Seyfert, Condessa von Heydeck (1748-1771), teve:
1. Karoline Josepha von Bretzenheim (27 de janeiro de 1768 – 27 de abril de 1786), que em 1784 casou com o Conde Maximilian Josef von Holnstein (1760 – 1838);
2. Karl August, Conde de Heydeck e Reichsfürst von Bretzenheim, (24 de dezembro de 1769 – 27 de fevereiro de 1823), que casou em 1788 com Maria Walburga von Oettingen-Spielberg (1766 – 1833);
3. Eleonore Karoline von Bretzenheim (9 de dezembro de 1771 – 23 de dezembro de 1832); que casou em 1787 com o Príncipe Wilhelm Karl von Leiningen (1737 – 1809) (divorciados em 1801);
4. Friederike Karoline von Bretzenheim (9 de dezembro de 1771 – 2 de março de 1816), gémea de Eleonore, que casou em 1796 com o Conde Maximilian von Westerholt-Gysenberg (1772 – 19 de abril de 1854);

Da sua ligação com Maria Anna, Condessa zu Leiningen, viúva de Franz Friedrich, Conde von Sayn-Wittgenstein-Hohenstein-Vallendar], teve: 
1. Karoline von Ezenried (31 de agosto de 1771 – 24 de setembro de 1828), que casou com o Dr. Joseph Reubel, Professor de Medicina, na Universidade de Munique.